# 崔維新
崔維新（Wayson Choy，1939年4月20日—2019年4月28日）是加拿大華裔同性戀作家。崔維新小時候被人收養，曾在不列颠哥伦比亚大学学习文学创作。1967年至2004年，崔維新在多倫多哈姆勃學院教授文學。1999年至2002年，担任多伦多Cahoots剧院公司总裁。2005年，崔維新獲得加拿大勳章。2015年，獲得喬治伍德科克終身成就獎（George Woodcock Lifetime Achievement Award）。崔维新還是最早公开自己同性恋身份的加拿大华人。其著名作品有描寫20世纪30年代至40年代温哥华唐人街加拿大華人移民生活狀況的小說《玉牡丹》（The Jade Peony），該作品曾獲得1995年的溫哥華圖書大獎和延龄草图书大奖。2005年再憑《所有一切重要的事》（All That Matters）獲得延龄草图书大奖。